# Storia di Pavia

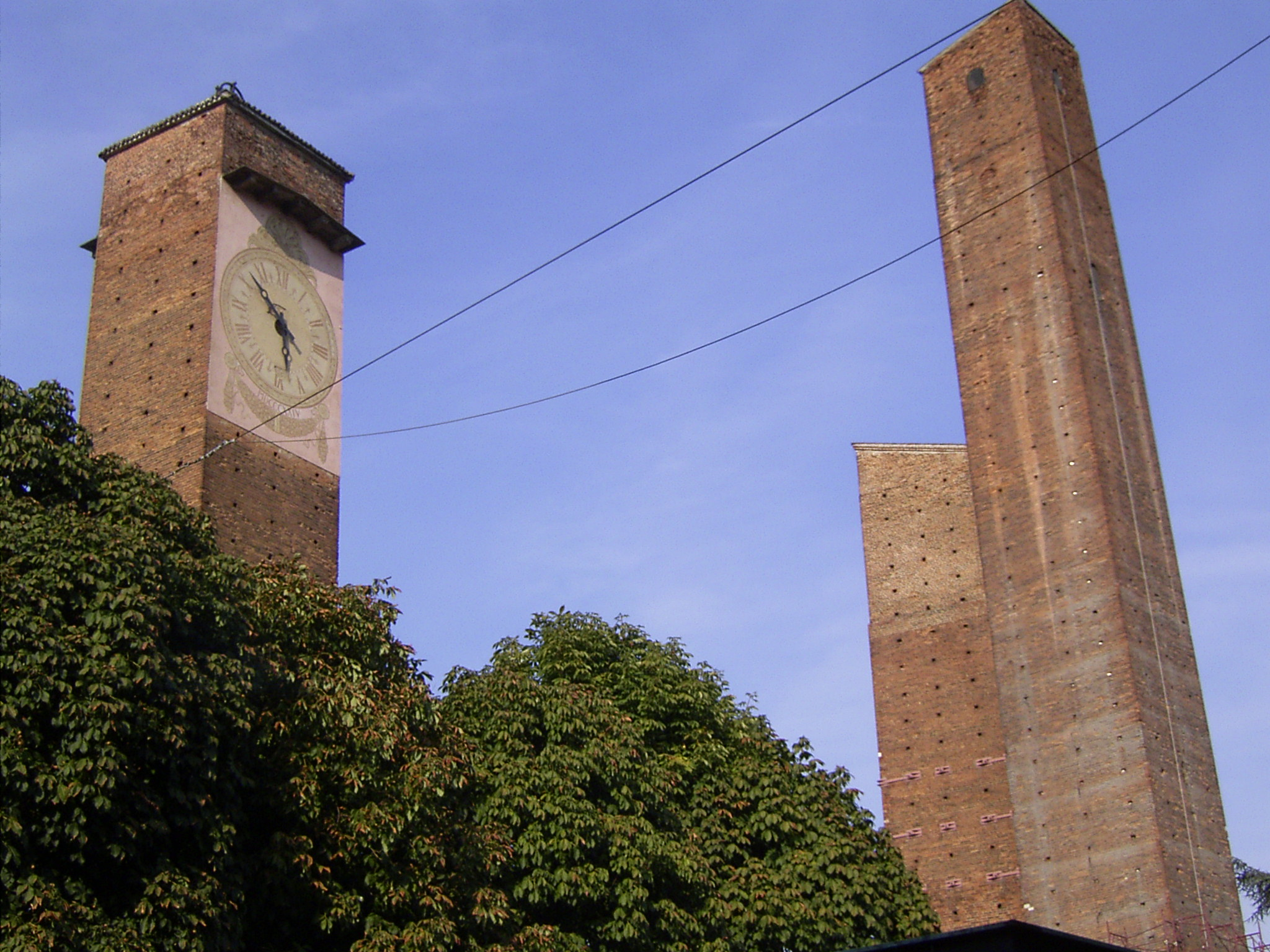
Solo alcune delle molte torri che ornavano il paesaggio cittadino nel Medioevo sono sopravvissute fino ad oggi.

La storia di Pavia ha origine in epoca preromana. La zona, poco popolata, apparteneva ai margini della cultura di Golasecca, sfiorando l'area periferica del territorio dei Liguri. Intorno al IV secolo a.C. le popolazioni insediate furono assorbite dai Celti, migrati in Val Padana. Secondo gli storici classici romani e greci, un insediamento fu costituito dalle tribù della Gallia transpadana sulle rive del fiume Ticino, poco distante dalla confluenza con il fiume Po. Plinio scrisse che fu fondata dalle tribù liguri dei Levi e dei Marici, mentre Claudio Tolomeo la attribuì agli Insubri.

## Le origini
I fondatori dell'antico insediamento preromano appartenevano con molta probabilità alle tribù dei Levi e dei Marici che si stanziarono lungo le rive del fiume Ticino, non lontano dal Po, la cui confluenza era molto più vicino alla città di quanto non lo sia ora.
Secondo la leggenda le tribù che fondarono Pavia, giunte nei pressi del luogo dove sorse la città ed essendo indecise sulla sponda sulla quale costruire le proprie capanne, decisero di affidarsi agli dei. Portarono un'imbarcazione in mezzo al fiume dalla quale una fanciulla liberò una colomba. L'uccello dopo aver volteggiato sul fiume si posò sulla parte sinistra dove si mise a costruire il proprio nido. Preso atto della volontà divina le tribù iniziarono a costruire le prime abitazioni. Presso Pavia Belloveso sconfisse gli Etruschi nella battaglia del Ticino intorno al 600 a.C..

## Ticinum
Non abbiamo dati certi sulla data e sulle modalità della fondazione della città. Insediamenti romani isolati verosimilmente insistevano nell`area della futura Pavia già dal II secolo a.C. Dall'analisi della centuriazione e dei resti del sistema fognario pare possibile identificare come termine post quem della fondazione l'anno 89 a.C..
La città assunse importanza al tempo dei Romani, con il nome di Ticinum, dopo che fu raggiunta da un'estensione della Via Emilia, nel 187 a.C. Poco è noto di Ticinum: era un municipium. Cornelio Nepote, il biografo, nacque probabilmente a Ticinum. Il centro storico di Pavia, un quadrato di circa 1 km², ha ancora oggi la tipica pianta derivata dal castrum, l'accampamento militare romano, dotato di due assi perpendicolari, il cardo (oggi Corso Strada Nuova) e il decumano (oggi Corso Mazzini prima dell'intersezione e Corso Cavour dopo). La conservazione della pianta della città è stata permessa dal fatto che la città non è mai stata distrutta completamente. Alcuni resti di una grande struttura circolare, probabilmente il teatro, furono rinvenuti nell'area nord-orientale della città, mentre presso la chiesa di San Giovanni Domnarum vi era un impianto termale. Sotto la chiesa di San Tommaso si conservano invece i resti di un grande edificio (forse termale) dotato di absidi e non ancora indagato archeologicamente. Inoltre si conserva in buono stato gran parte dell'impianto fognario della città romana.
Nell'inverno del 9 a.C. l'imperatore Augusto e la sua consorte Livia si spinsero fino a Ticinum (Pavia) per incontrare il figlio di Livia, Tiberio, reduce dalle campagne di Dalmazia e Pannonia. Qui li raggiunse la drammatica notizia del gravissimo incidente accaduto a Druso, secondo figlio di Livia, mentre conduceva le operazioni militari sul fronte renano. Inviato in tutta fretta dall'imperatore, Tiberio con un viaggio memorabile per celerità (200 miglia in un giorno e una notte, attraverso le Alpi, fino all'accampamento estivo d'oltre Reno, che fu poi chiamato Castra Scelerata) riuscì a raccogliere l'ultimo sospiro del fratello; ne curò poi il trasporto a Pavia precedendolo sempre a piedi, e di qui con l'imperatore seguì il funebre viaggio fino a Roma.
La presenza di Augusto a Pavia era certamente dovuta a una sua particolare attenzione a questa città, e del pari a un sicuro sentimento di fedeltà della sua popolazione all'imperatore e alla sua dinastia. Ne dovrebbe essere conferma la monumentale porta orientale della città (poi detta porta Palacense, perché nei suoi pressi sorse in età gota il palazzo Reale), un vero e proprio arco, sormontato da statue e con ben dieci iscrizioni onorarie. Chi entrava in città vedeva al centro del fastigio della porta Augusto e Livia, sulla sinistra a fianco dell'imperatore, nell'ordine: Tiberio, Germanico, Druso Minore, Nerone. Sulla sinistra, dopo Livia, si succedevano Gaio e Lucio Cesari, Druso III (figlio di Germanico) e Claudio.
Nel 271 si combatté la prima delle battaglie che coinvolsero la città o le sue immediate vicinanze (Battaglia di Pavia). L'imperatore romano Aureliano sconfisse definitivamente gli Alemanni che dopo una serie di vittorie stavano fuggendo lungo la via Emilia dopo la sconfitta subita nella battaglia di Fano. La vittoria di Aureliano fu completa, con l'intero esercito alemanno distrutto e il bottino delle loro incursioni recuperato.
L'importanza di Pavia era legata alla sua funzione di nodo viario stradale e fluviale: la città infatti si trovava sia lungo la via per le Gallie, sia, tramite il Ticino e il Po, in diretta comunicazione con il lago Maggiore e l'Adriatico. Tuttavia, il ruolo politico della città in epoca imperiale fu secondario. La situazione mutò nel IV secolo, quando Pavia divenne il polo logistico di Milano, capitale tetrarchica dal 286 al 402 d.C. Prova del prestigio acquisito dalla città è anche la presenza, dall'età di Aureliano, di una zecca imperiale, rimasta attiva fino al 326 d.C. Nella città inoltre, sede di importanti alloggiamenti militari, nel IV secolo d.C. venne istituita una fabbrica statale di archi.
Sempre nel IV secolo d.C. cominciò ad affermarsi (secondo la tradizione grazie alla predicazione di San Siro) il cristianesimo, e sorsero le prime chiese, come quella dei Santi Gervasio e Protasio o quella di Santi Nazario e Celso, fondata dal terzo vescovo di Pavia, Evenzio, tra il 381 e il 397. Sempre in città crebbe San Martino, che, seguendo il padre, un ufficiale romano trasferito intorno al 325 d.C. con il suo reparto dalla Pannonia a Pavia, fu qui educato. Nel 350 l'usurpatore gallico Magnenzio, disceso in Italia, si scontrò a sua volta con le forze di Costanzo II a Pavia, riportando una parziale vittoria prima che gli insuccessi in Pannonia segnassero in maniera irreversibile il declino delle sue fortune. Nonostante gli insuccessi militari, Magnenzio riuscì infine a sconfiggere nuovamente Costanzo II a Pavia nel 352. Pochissimi anni più tardi (355 d.C.) Giuliano, quando il cugino Costanzo II lo nominò Cesare mettendogli in mano la caotica situazione delle Gallie da risanare, mosse verso la sua nuova destinazione per la via più breve, da Milano raggiungendo Pavia e da qui la consueta strada per Torino, Susa e il Monginevro.
Stilicone (tra 406 e 407), nelle operazioni militari contro Alarico, trasferì a Pavia parte dell'esercito, evidenziando il cambiamento di ruolo assunto da Ticinum, da centro subalterno a Milano a palcoscenico principale dell'Italia settentrionale. La rivolta dell'esercito che causò la caduta di Stilicone nel 408, ebbe proprio in Pavia il suo epicentro, segno che la città aveva ormai acquisito un ruolo determinante nello scacchiere romano. Anche gli eventi militari che causarono l'affermazione in Italia del primo regno post-romano a opera di Odoacre ebbero in Ticinum il loro principale teatro. Nel 452 la città venne saccheggiata da Attila. Il 476 d.C. segna una data epocale per la città e non solo. In quell'anno, infatti, Oreste, incalzato dalla ribellione di Odoacre, si rifugiò a Pavia, perché credeva che le possenti fortificazioni della città non sarebbero mai state superate, ma Pavia/Ticinum fu assediata e conquistata, segnando, con la morte di Oreste e la deposizione del figlio Romolo Augustolo, la fine dell'Impero romano d'Occidente.

## Invasioni barbariche e Regno Longobardo
Durante la guerra tra Teodorico e Odoacre per il controllo dell'Italia, il sovrano ostrogoto asserragliò a Pavia con il suo esercito nel 489, dove venne assediato dal magister militum di Odoacre Tufa. Pavia crebbe di importanza come centro militare nel periodo di regno dei Goti. Teodorico fece costruire un palazzo, dei bagni, un anfiteatro e nuove mura. Il generale bizantino Narsete riconquistò Ticinum per l'Impero Romano d'Oriente, ma dopo un lungo assedio la dovette cedere ai Longobardi nel 572.
La città divenne, con il nome Papia, da cui il moderno "Pavia", la capitale del Regno longobardo e come tale una delle più importanti città italiane.
Le cause dell'affermazione di Pavia come capitale del regno longobardo, posizione che mantenne, attraverso l'età carolingia, sino all'avvento in Italia degli Ottonidi, sono da ricercare nel contesto politico-istituzionale e militare dell'Italia settentrionale tra V e VI secolo. Nel primo decennio del V secolo la capitale imperiale fu portata da Milano a Ravenna e, negli stessi anni, gradualmente, crebbe l'importanza del ruolo militare di Pavia.
In città erano già presenti strutture logistiche militari come caserme e fabbriche statali di armi, inoltre Pavia sorgeva su un ripido terrazzo fluviale circondato dal Ticino e da altri corsi d'acqua minori, mentre il suo porto fluviale permetteva, via Po, un comodo accesso all'Adriatico da un lato e al lago Maggiore dall'altro.
La nascita del regno ostrogoto in Italia sancì il ruolo di Pavia, insieme a Ravenna e Verona, come sede regia. Nel primo trentennio del VI secolo in città sono infatti documentati parecchi interventi edilizi promossi dalla monarchia ostrogota relativi al palazzo Regio, alle mura, alle terme e all'anﬁteatro. Nel 538 i bizantini assediarono Pavia, dove si era rinchiuso re Vitige, ma l'assedio fallì. Dal 540 la città divenne la sede della corte e del tesoro reale e qui furono eletti i re Ildibado, Erarico e Totila. Nel difficile biennio 552-553 Pavia si distinse come il più importante centro militare del regno ostrogoto: qui fu eletto l'ultimo re goto Teia e Pavia fu l'ultima città gota a cadere nelle mani dei bizantini.
Pavia divenne capitale definitiva del regno longobardo solo nei primi anni del VII secolo, ma fin dai primi decenni della discesa in Italia dei Longobardi la città era il maggiore centro militare: qui radunavano l'esercito per le campagne militari stagionali, a Pavia fu eletto Clefi, il successore di Alboino, qui si rifugiarono Autari e Agilulfo durante le spedizioni franche negli ultimi anni del VI secolo.
Le principali conseguenze che il ruolo di capitale portò a Pavia, ovvero le "speciﬁcità" della capitale rispetto alle altre città del regno, furono in particolare la residenza del re in città e il funzionamento del palazzo Regio.
La conformazione del complesso di ediﬁci che costituivano il palazzo è però in parte ignota, dato che nessuno scavo archeologico è mai stato condotto nel sito. L'area stessa occupata dal palazzo è oggetto di dibattito, perché il palazzo fu completamente distrutto dai pavesi nell'XI secolo. Tuttavia abbiamo molte attestazioni documentarie sulla struttura. Sappiamo infatti che in età carolingia e postcarolingia il palazzo era formato da un complesso di ediﬁci, che ospitavano la residenza del re e della corte, la cancelleria, la zecca e il tribunale regio. Inoltre vi erano cappelle, un carcere, un emporio commerciale, grandi cortili dove si tenevano i placiti e un giardino, popolato di animali esotici.
Il ruolo di capitale comportava la convocazione annuale delle assemblee degli exercitales longobardi, durante le quali furono promulgate nel 643 l'editto di Rotari e, successivamente, le altre leggi longobarde.
La residenza in città delle élite aristocratiche del regno contribuiva a fare di Pavia, non solo il centro urbano principale, ma anche il punto di riferimento per l'intera popolazione del regno.
La città conobbe profondi cambiamenti nella topograﬁa urbana, come l'abbandono del foro di età classica e la creazione di nuovi ediﬁci di culto cristiani. Il principale fenomeno che investì la topograﬁa urbana di Pavia in età longobarda consistette nella fondazione di ediﬁci ecclesiastici. Fino alla metà del VI secolo sono attestate solo due chiese cristiane in città, mentre, tra il 569 e il 774, furono fondate almeno 21 tra chiese e monasteri. Otto sono fondazioni regie, 4 aristocratiche e 1 sola episcopale. Determinante fu la creazione di ediﬁci ecclesiastici da parte dei sovrani: la fondazione di una chiesa, spesso destinata alla sepoltura del fondatore, divenne infatti dal VII secolo l'atto principale con cui la monarchia longobarda dimostrò la propria appartenenza e adesione al mondo cristiano. 

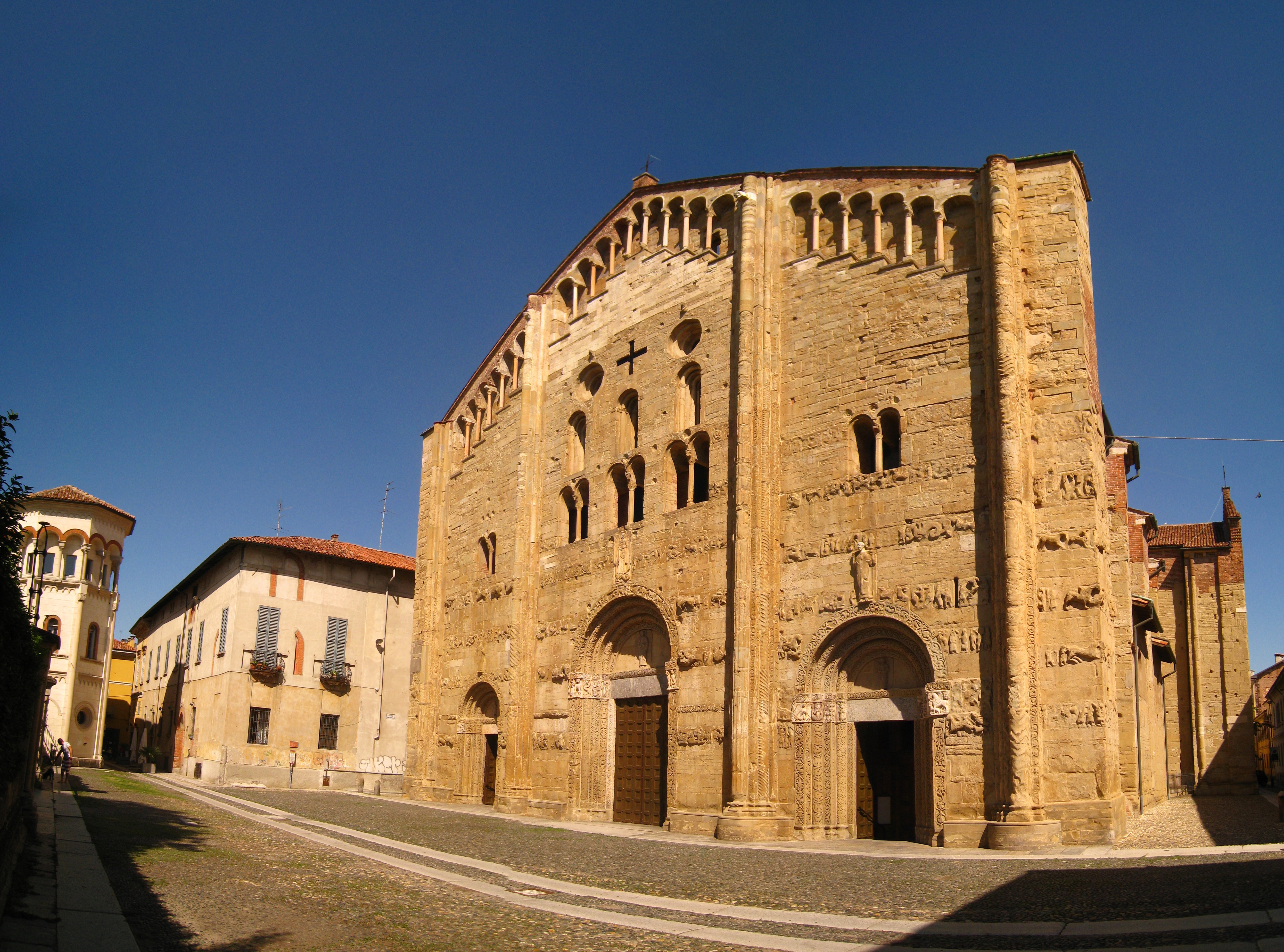
La basilica di San Michele

Alcuni monasteri le chiese erano gestite dai monaci e da chierici dell'abbazia di San Colombano di Bobbio.

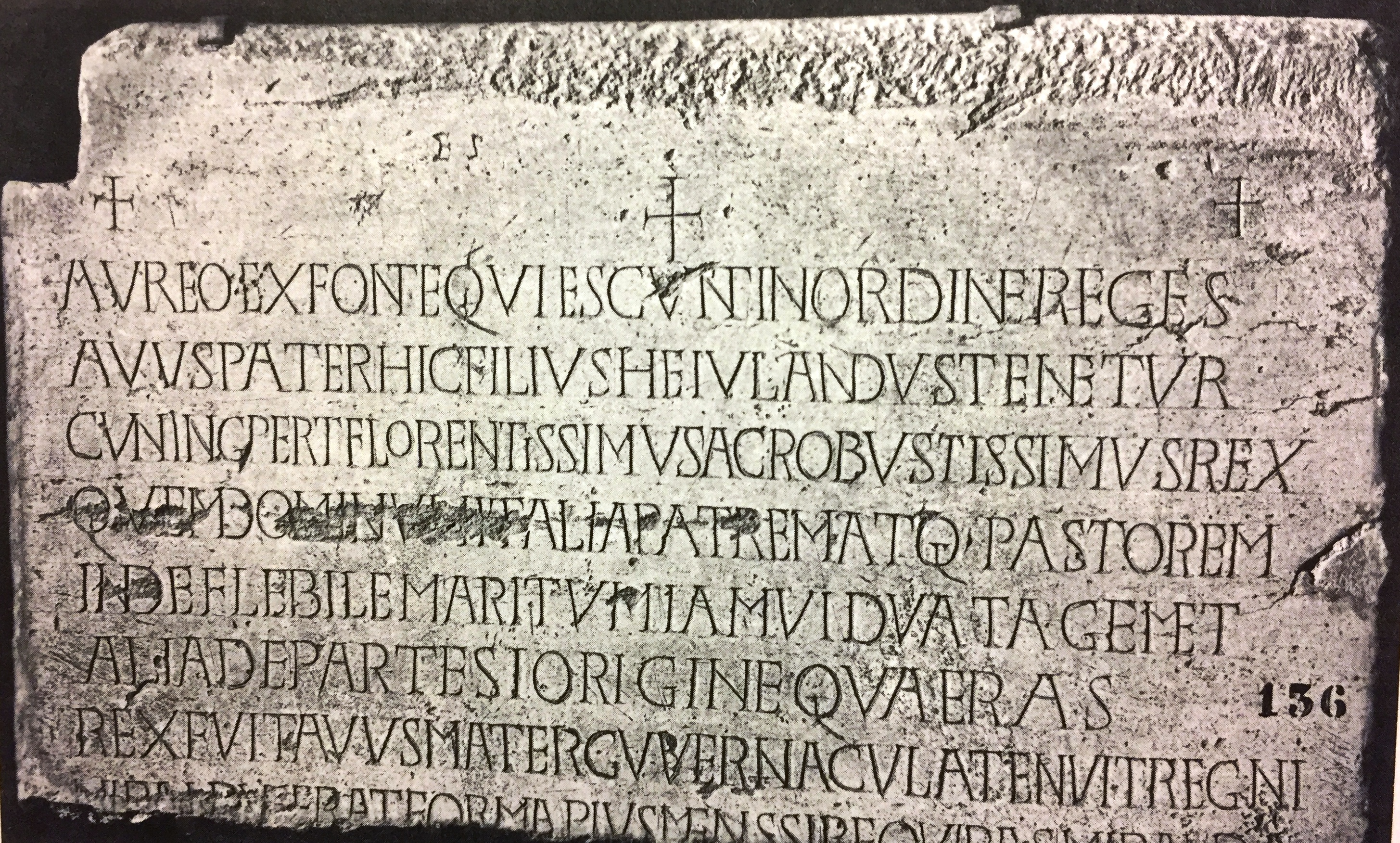
La lapide tombale di re Cuniperto, un tempo nel monastero di San Salvatore di Pavia, ora nei Musei Civici di Pavia

Pavia ospitò la stragrande maggioranza delle sepolture regie longobarde: nella capitale furono sepolti i sovrani e i loro congiunti a partire dalla metà del VII secolo sino a Liutprando e probabilmente Astolfo, verosimilmente inumato nella chiesa pavese di San Marino. La mancata affermazione di un'unica dinastia regnante si riﬂetté nel proliferare di chiese fondate dai sovrani per esservi sepolti. Con l’eccezione dei re della dinastia bavarese, che nella seconda metà del VII secolo usarono la chiesa di San Salvatore come mausoleo dinastico, praticamente ogni nuovo re creò una nuova chiesa sepolcrale, che poi non fu più usata da altri sovrani. Proprio perché la capitale ospitava i sepolcri dei re, in città si conserva il principale corpus dell'epigraﬁa funeraria del regno.
A Pavia vi erano poi due grandi necropoli, la prima presso la chiesa di San Giovanni in Borgo, dove probabilmente era sepolto re Rotari, e la seconda presso la chiesa di Santa Maria alle Pertiche, fondata alla ﬁne del VII secolo dalla regina Rodelinda, moglie di Pertarito, in una necropoli caratterizzata, secondo Paolo Diacono, da aste con colombe di legno sull'apice. La chiesa di Santa Maria divenne nell'VIII secolo un mausoleo della regalità longobarda: qui furono tumulati re, regine, aristocratici e vescovi di Pavia, e nell'area della necropoli Ildeprando nel 744 fu eletto re dei longobardi, ricevendo la lancia davanti all'esercito.

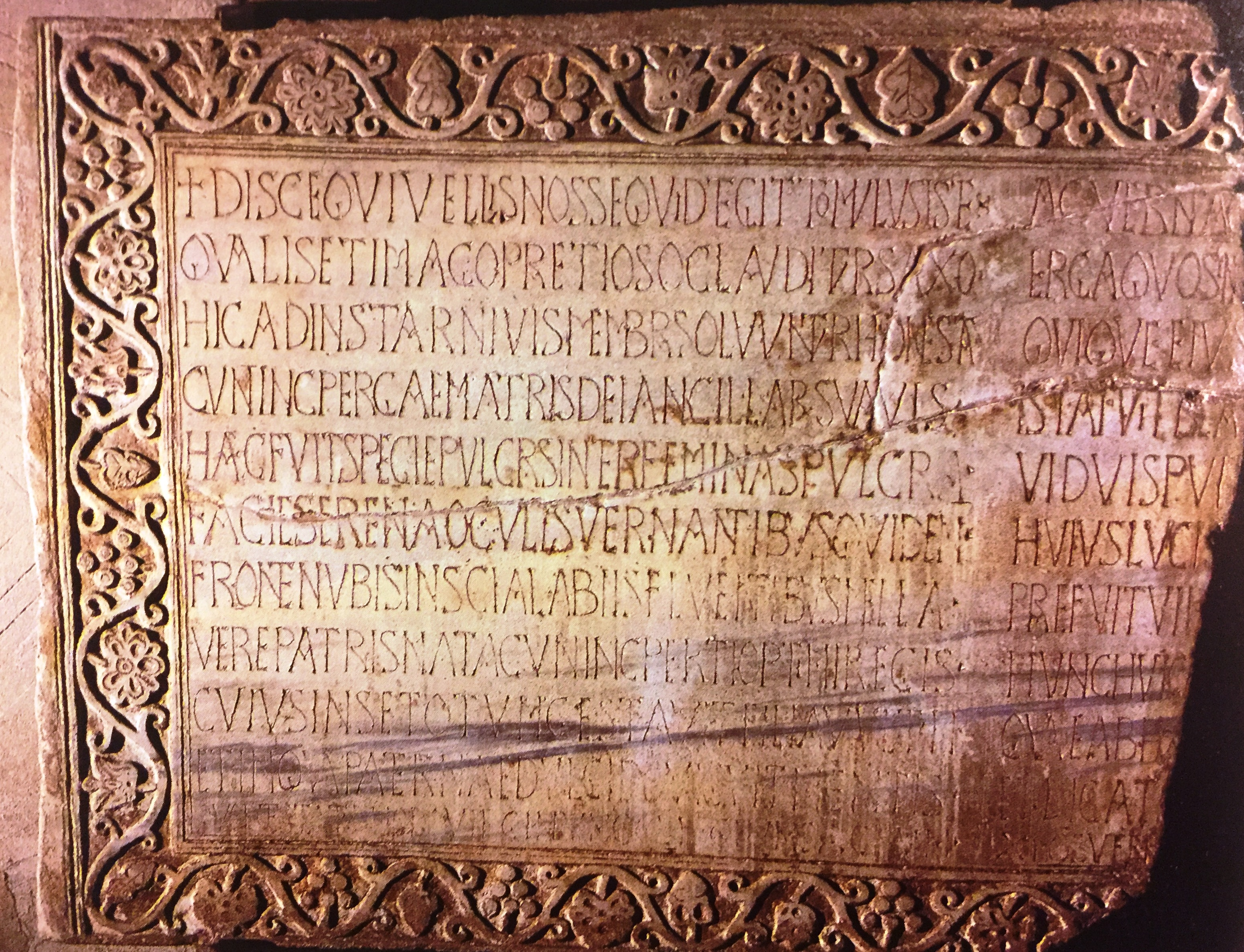
Lastra tombale di Cuniperga, figlia del re Cuniperto, dal monastero di Sant'Agata al Monte di Pavia, ora nei Musei Civici di Pavia.

Dalla seconda metà del VII secolo si diffuse la consuetudine regia di creare monasteri femminili dotandoli abbondantemente di beni. La reggenza di tali monasteri fu in alcuni casi afﬁdata a membri femminili della famiglia reale: re Pertarito donò a sua sorella Teodota il monastero di Sant'Agata al Monte, poi concesso da re Cuniperto alla figlia Cuniperga.
La residenza regia a Pavia influenzò molto anche le vicende della sede episcopale della capitale, che, fino dalla sua fondazione, nel IV secolo, era sottoposta all'autorità della metropoli milanese. La dipendenza del vescovo di Pavia da quello di Milano andò in crisi all'arrivo dei Longobardi. Infatti, tra la ﬁne del VII e l'inizio dell'VIII secolo, il vescovo di Pavia, come presule di una città capitale di regno, fu sottoposto direttamente alla sede romana e reso autonomo dall'autorità del metropolita milanese (tale "indipendenza" durò fino all'età moderna).
Dal regno di Cuniperto inoltre, il ruolo centrale della chiesa di Pavia fu pertanto istituzionalizzato, dato che proprio Pavia divenne, dal VII sino al XII secolo, la sede di quasi tutti i concili e le sinodi, privilegio prima appartenuto a Milano.
Caduto il regno longobardo, Pavia rimase la residenza dei sovrani e la capitale del Regnum Italicum fino alla prima metà dell'XI secolo. Il ruolo di capitale, spesso ricoperto in scontro con Milano, per tutto l'alto medioevo divenne il cuore dell'identità e dell'ideologia civica in età comunale e nella prima fase viscontea.

## Periodo carolingio e ottoniano
La città continuò ad essere la capitale del regno d'Italia e fu costruita una residenza reale nelle vicinanze, a Corteolona. Il 25 maggio dell'anno 825 l'imperatore Lotario I promulga il capitolare di Corteolona, che costituì a Pavia, capitale del Regno d'Italia, la Schola Papiense, scuola di diritto, di retorica e arti liberali, ereditando la tradizione della scuola di diritto, fondata dall'imperatore romano Teodosio I. l'imperatore nominò come direttore della scuola l'insegnante Dungallo di Bobbio, un monaco irlandese, maestro di retorica e scienza, astronomo e poeta, proveniente dall'abbazia di San Colombano di Bobbio. Per tutto il periodo medioevale la scuola fu in fiorente attività. Dalla sede imperiale dipendevano gli studenti di Milano, Brescia, Lodi, Bergamo, Novara, Vercelli, Tortona, Acqui, Genova, Asti e Como. Nel 896, il conte di Milano Manfredo si ribellò all'imperatore Lamberto, il sovrano radunò quindi a Pavia l'esercito e, con i contingenti pavesi, assediò Milano e catturò Manfredo. Nella chiesa di San Michele Maggiore a Pavia, Berengario I del Friuli e i suoi successori fino a Berengario II e Adalberto II, furono incoronati Re d'Italia. Sotto il regno di Berengario, nel 924, gli Ungari assediarono Pavia, riuscendo, grazie all'uso di frecce infuocate, ad appiccare un grande incendio in città, che provocò la morte di molti cittadini, compreso il vescovo, tuttavia non riuscirono a penetrare all'interno delle mura.
Nel 945, il re Ugo, chiamò a Pavia nel palazzo reale l'arcivescovo di Milano Arderico, con l'intento di ucciderlo, giunto nella reggia, scoppiò una rissa tra i pavesi ed i milanesi, durante la quale furono uccisi un centinaio di seguaci dell'arcivescovo, da questo episodio cominciarono le rivalità e le lotte tra Pavia e Milano.
Fra il 950-951 il re Berengario II terminò la riorganizzazione del territorio del nord Italia, iniziata da Ugo di Provenza costituendo la Marca Obertenga: la Marca di Milano assieme alla Marca di Genova furono affidate a Oberto I, capostipite della casata degli Obertenghi, assieme ai comitati di Luni, Tortona, Milano, Genova, Pavia e Bobbio (feudo monastico imperiale); con l'imperatore Ottone I si ebbe la fisionomia definitiva.
Nel 951 si celebrò a Pavia il matrimonio tra Ottone I e Adelaide, che esercitarono un'importante influenza sulle relazioni tra l'impero e l'Italia. Ma, quando la successione alla corona d'Italia venne contesa tra l'imperatore Enrico II e Arduino d'Ivrea, la città appoggiò il secondo. Durante il periodo ottoniano Pavia godette di un periodo di benessere e sviluppo. L'antica capitale longobarda si distinse dalle altre città della pianura padana per la sua fondamentale funzione di crocevia di importanti commerci, sia di derrate alimentari sia di oggetti di lusso. I traffici commerciali vennero favoriti soprattutto dalle vie d'acqua utilizzate dall'imperatore per i suoi spostamenti: dal Ticino si raggiungeva facilmente il Po, asse diretto con il mare Adriatico e i traffici marittimi. Inoltre, con l'avvento degli Ottoni, Milano perse nuovamente importanza a favore di Pavia, la cui preminenza venne sancita, tra l'altro, dalle coniazioni della zecca pavese. L'importanza della città in quei secoli è evidenziata anche dal resoconto del geografo arabo Ibrāhīm al-Turtuši, che viaggiò nell'Europa centro-occidentale tra il 960 e il 965 e visitò Verona, Rocca di Garda e Pavia, da lui definita la principale città della Longobardia, popolosissima, ricca di mercanti e, come Verona, interamente edificata, a differenza di altri centri della regione, in pietra, mattone e calce. A Pavia, Ibrāhīm al-Turtuši, fu molto colpito dalla statua equestre del Regisole, che lui pone presso una delle porte del palazzo Reale e dai 300 giuristi operanti all'interno del palazzo «dinanzi ai quali la gente di Longobardia porta le proprie controversie giuridiche».
Nel 997 papa Gregorio V convocò in città un concilio, con il quale furono scomunicati i Crescenzi. La città fu quindi devastata da Enrico, che era stato attaccato dai cittadini nella notte dopo la sua incoronazione a re d'Italia nel 1004. Nell'XI e XII secolo Pavia viene chiamata la seconda Roma.

## L'età comunale e il periodo visconteo-sforzesco
Nel 1018 papa Benedetto VIII convocò a Pavia un concilio dove fu rinnovata la condanna contro la simonia ed il concubinato ecclesiastico, un nuovo concilio, convocato sempre da papa Benedetto VIII e dall'imperatore Enrico II, si svolse a Pavia nel 1022 e determinò pesanti misure volte a reprimere il Nicolaismo e la simonia. Nel 1037, con le milizie pavesi, l'imperatore Corrado II assediò Milano, sebbene l'assedio fu poi tolto, le operazioni di devastazione delle campagne milanesi proseguirono fino al 1039. La rivalità tra Pavia e Milano si trasformò in una guerra nel 1056, che proseguì a lungo con alterne vicende (i pavesi furono sconfitti una prima volta a Campomorto nel 1061, ma poi si riorganizzarono) e Pavia chiamò in aiuto gli imperatori. Nel 1076, durante le lotte tra l'imperatore Enrico IV ed il papa Gregorio VII, Guiberto da Parma, arcivescovo di Ravenna, convocò a Pavia un concilio insieme ai vescovi ed ai diaconi dissidenti verso il pontefice, durante il quale scomunicarono il papa Gregorio VII. Il comune di Pavia rimase costantemente ghibellino, la città non aderì alla Lega Lombarda (se non temporaneamente nel 1168) e le forze pavesi operarono sempre a fianco all'esercito imperiale in tutte le operazioni condotte contro le forze della Lega, dalla battaglia della Vernavola alla (tralasciando molte altre operazioni) distruzione di Milano del 1162. L'esercito comunale pavese non riuscì a prendere parte alla battaglia di Legnano. 

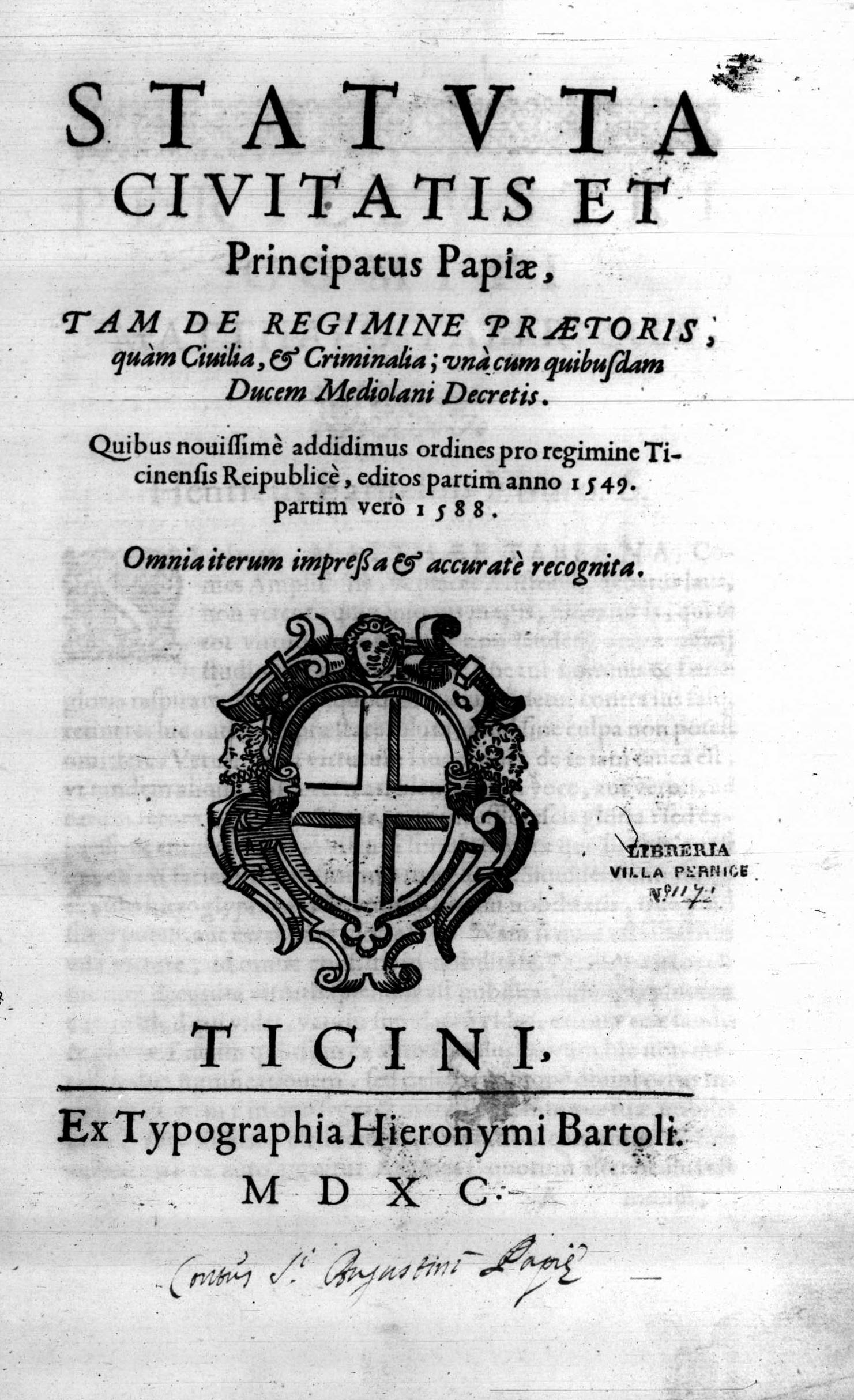
Gli statuti della città e del principato di Pavia (Statuta civitatis et principatus Papiae, 1590

Nel complesso, il Barbarossa risiedette a Pavia per 13 anni in diversi periodi. Numerose furono quindi anche le soste dell'intera corte imperiale nell'antica capitale altomedievale. La lunga residenza dell'imperatore e del suo entourage a Pavia fu caratterizzata da una serie di richiami espliciti al ruolo e alla memoria della città nel passato, connotando la seconda metà del XII secolo come un vero e proprio revival dei fasti della capitale del regno. Federico rilasciò anche molti diplomi ai ricchi monasteri regi pavesi, utili alleati nel controllo del territorio e nella politica ecclesiastica dell'imperatore.
Nel 1160 l'imperatore Federico convocò in città un concilio per risolvere lo scisma tra papa Alessandro III e Vittore IV, tuttavia, dato che Alessandro III si rifiutò di comparire ed il concilio riconobbe Vittore IV come papa.
Inoltre, con il decreto imperiale dell'8 agosto 1164, il Barbarossa eliminò completamente ogni autorità palatina dal governo cittadino e riconobbe alla cittadinanza il diritto alla libera elezione dei consoli con la sola clausola che costoro giurassero e facessero giurare al popolo fedeltà all'Impero e ricevessero dall'Imperatore l'investitura e la conferma della carica. L'imperatore concedette inoltre a Pavia il dominio su un vasto distretto che, nel diploma del 1164, abbracciava non soltanto la Lomellina e l'Oltrepò attuale, con le terre tra Pavia e Milano, ma anche una grande parte del territorio Tortonese.
Pavia appoggiò Federico II contro la seconda Lega Lombarda e le sue forze parteciparono alla battaglia di Cortenuova, all'assedio di Parma e a numerose altre operazioni militari, ottenendo nel 1212 a Casei Gerola una grande vittoria sui milanesi e i loro alleati. Nel 1219 Federico II confermò ancora una volta quanto l'avo aveva concesso a Pavia per la fedeltà dimostrata nel sostenere le ragioni dell'Impero sul campo di battaglia. Inoltre Federico II concesse al comune maggiori autonomia nell'autogoverno cittadino, nella potestà giurisdizionale e nella capacità impositiva, obbligando inoltre i milanesi a restituire Vigevano a Pavia e ai piacentini a rendere ai pavesi alcune località dell'Oltrepò da loro occupate. Federico II entrò per la prima volta in Pavia nel 1212 e il suo ingresso in città fu celebrato trionfalmente. Come era già accaduto con Federico I, la permanenza dello Svevo in città significò la ripresa di antiche tradizioni regie proprie della capitale altomedievale. Il sovrano, come di consuetudine, rilasciò diplomi a enti ecclesiastici locali e soggiornò nel palazzo presso il monastero di S. Salvatore.
Definiti da Federico II "I più devoti tra i nostri devoti", i pavesi appoggiarono sempre l'imperatore durante le guerre da lui condotte contro le forze della Lega Lombarda, distinguendosi in particolare durante la battaglia di Cortenuova del 1237, dove, come scrisse Pier della Vigna, "la mirabile milizia pavese si vendicò dei Milanesi".
Nel 1268 Pavia, schierata con la fazione filoimperiale insieme a Mastino della Scala, i Pallavicini, Pisa, Siena e Guido da Montefeltro, accolse Corradino di Svevia allora disceso in Italia per riconquistare il Regno di Sicilia.
Gran parte dell'élite urbana rimase schierata con il partito ghibellino fino alla fine del XIV secolo. Nei primi decenni del Trecento la forza militare di Pavia era tutt'altro che trascurabile. Opicino de Canistris affermava che Pavia poteva mobilitare circa 2.000-3.000 cavalieri e più di 15.000 fanti, una quantità abbastanza elevata per l'epoca (nella seconda metà del Duecento la città contava circa 30.000 abitanti), anche se tali numeri sembrano rispecchiare effettivamente la realtà, soprattutto se alle forze cittadine venivano sommati i contingenti del contado. La potenza della città si tradusse in una politica espansionistica che si rivolse alla conquista manu militari della Lomellina e di quella parte del Contado di Tortona che da quel momento cominciò a chiamarsi Oltrepò Pavese.
Nel corso del Duecento, nell'area suburbana della città si installarono i cavalieri Templari che controllavano la chiesa e la mansio di San Guglielmo (ora scomparsa, che si trovava nell'area dove sorge il rione di Santa Teresa - Viale Partigiani) e l'ospedale di Sant'Eustacchio (ora Villa Eleonora, in Via Villa Eleonora).
Nell'Italia che iniziava il suo passaggio dai Comuni alle Signorie in Lombardia cresceva l'importanza di Milano. In questo contesto di profondi cambiamenti geopolitici Pavia cercò di mantenere una sua autonomia aderendo all'alleanza anti viscontea che faceva capo al Marchesato del Monferrato. La sconfitta del Monferrato nel 1286-87 portò di fatto all'imposizione dell'influenza dei Visconti sulla città.

Stemma della Contea di Pavia

A Pavia, nel 1301, la fazione contraria ai Visconti riprese il dominio della città con Filippone Langosco, che assunse la carica di Governatore della milizia, del popolo e dei paratici. Nel marzo del 1302 Galeazzo I Visconti tentò di conquistare Pavia, ma venne respinto. Galeazzo riuscì però a sconfiggere e a uccidere il figlio di Filippone, Riccardino, il 6 ottobre 1315. Rafforzata la famiglia Beccaria, più disponibile verso la casata milanese, Luchino Visconti, fratello di Galeazzo, divenne podestà. Malgrado l'influenza esercitata sulla vita politica cittadina, Milano non riuscì mai a imporre il proprio dominio sulla città.
Nel 1329 fu stipulato in città l'Accordo di Pavia per dividere i possedimenti dei Wittelsbach, duchi di Baviera. Il trattato prevedeva che l'imperatore Ludovico IV manteneva i possessi bavaresi, mentre i figli di suo fratello Rodolfo ottenevano il Palatinato Renano e gran parte dell'Alto Palatinato.
La rivalità tra Milano e Pavia e soprattutto le mire milanesi nei confronti della città portarono a una serie di confronti armati che si susseguirono per tutti gli anni cinquanta del XIV secolo fino alla vittoria dei Visconti e al loro ingresso in città. Già nel 1353 l'Arcivescovo di Milano rivendicò la signoria su Pavia, ma la città reagì cacciando il podestà filo visconteo. Nel 1354 Pavia dovette cedere all'imperatore Carlo IV le reliquie di San Vito (che erano custodite fin dal 755 nella chiesa di San Marino) che furono portate a Praga. Galeazzo II nel marzo del 1356 mosse contro la città con una flotta che risalì il Po da Piacenza, ma ancora una volta la vittoria andò ai pavesi. I milanesi, memori della sconfitta subita, organizzarono tra aprile e maggio un assedio alla città con un grande numero di armati. Ma aiutati dalle truppe inviate dall'alleato Marchese di Monferrato il 27 maggio i pavesi attaccarono l'accampamento visconteo riportando una schiacciante vittoria, che fu ripetuta pochi giorni dopo ai danni della flotta che era ancorata vicino alla confluenza con il Po. La resistenza fu ispirata da Iacopo Bussolari, un frate predicatore agostiniano del convento di San Pietro in Ciel d'Oro, che spingeva con le sue prediche i pavesi a combattere contro i Visconti. Un quadro del pittore pavese Pasquale Massacra ritrae il frate mentre da un carroccio arringa i concittadini alla resistenza
Galeazzo II cambiò strategia e iniziò ad attaccare a partire dell'estate territori pavesi, prima Mortara e poi Garlasco. Intanto in città la situazione era cambiata. Nel settembre 1357 Bossolaro guidò una rivolta militare che portò alla cacciata dei Beccaria dalla città e a instaurare un governo popolare. Bossolaro era mosso non solo dalla volontà di preservare l'autonomia cittadina ma iniziò una predicazione moralizzatrice contro i vizi e il malcostume di cui, secondo lui, i Beccaria erano i principali artefici. Una lapide posta sui muri del convento di San Pietro in Ciel d'Oro ricorda le vicende umane del frate.
Questa mossa indebolì molto Pavia non solo perché i Beccaria controllavano molti castelli ma perché erano al centro di una rete di alleanze con alcune delle più importanti famiglie della città e del contado. Nel 1358, con il trattato di Zavattarello i Beccaria si allearono con i Visconti iniziando una campagna che tolse a Pavia quasi tutto l'Oltrepo e la Lomellina.
La fase finale della guerra iniziò nell'aprile del 1359 quando Galeazzo II organizzò minuziosamente la spedizione contro la città con il coinvolgimento di molti contingenti assoldati in molte parti d'Italia. L'assedio duro molti mesi mettendo allo stremo della città. Anche i tentativi di sortita per spezzare l'accerchiamento fallirono e il 13 novembre 1359 Pavia si arrese all'esercito visconteo agli ordini di Protasio Caimi.
Dal 1360, quando Galeazzo II fu nominato vicario imperiale da Carlo IV, Pavia cadde in pratica sotto la dominazione della famiglia Visconti e parte del stato visconteo, malgrado che nel trattato di pace Galeazzo II avesse assicurato che avrebbe rispettato il governo comunale. Lo stesso Bossolaro fu incarcerato a Vercelli dove rimase prigioniero per quattordici anni. 

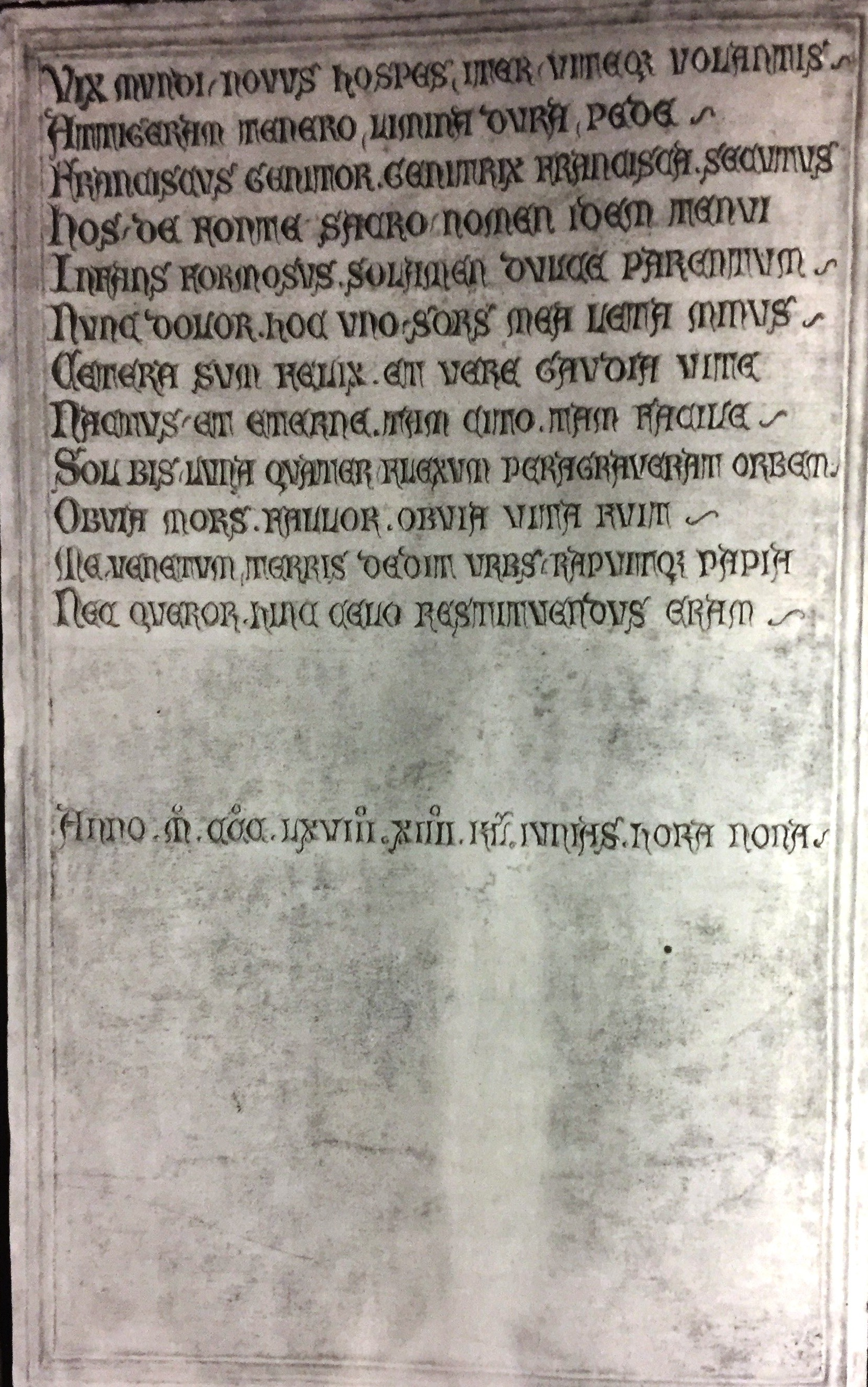
Epigrafe fatta comporre dal Petrarca per il nipote, Pavia, Musei Civici.

I Visconti contribuirono ad arricchire la città sia sul piano architettonico che su quello culturale. Nel 1361 venne fondato da Galeazzo II lo Studium Generale, che sarebbe diventato la futura Università di Pavia. Nel 1360 iniziò invece la costruzione del Castello, che divenne la sede della corte viscontea. Oltre ai docenti che insegnavano nello studium la vita culturale della città vide anche la presenza di Francesco Petrarca, presente più volte a Pavia ospite della figlia. L'abitazione doveva trovarsi vicino all'attuale palazzo Malaspina, ora sede della Prefettura, come ricorda una lapide posta all'ingresso della corte del palazzo. A Pavia seppellì il piccolo nipote di due anni, figlio della figlia Francesca, nella chiesa di San Zeno e per lui compose un'epigrafe ancor oggi conservata nei Musei Civici. Secondo la tradizione Petrarca ha avuto un ruolo nella formazione della biblioteca voluta da Galeazzo II. La biblioteca era ospitata al primo piano della torre sudovest. Con le continue acquisizioni da parte dei duchi, continuate anche dagli Sforza, la biblioteca divenne una delle più ricche, prestigiose e ammirate dell'epoca in tutta Europa
Nel 1396 Gian Galeazzo, già duca di Milano dal 1395, ottenne dall'imperatore un diploma con il quale veniva legittimato un sistema successorio basato sulla primogenitura maschile e Pavia era elevata a Contea, lasciando così all'erede al trono il titolo di Conte di Pavia.
Gli studiosi del periodo sottolineano che sotto i Visconti prima e gli Sforza poi, la trasformazione della città, del territorio e della società urbana ebbe qualcosa di grandioso: dal 1359 al 1402, Pavia (una città già piuttosto ricca e prosperosa nonostante la crisi del secolo) fece notevoli passi avanti sotto l'ombra dei principi, accelerando la trasformazione delle sue istituzioni, delle gerarchie sociali, dell'ambiente culturale, dell'aspetto monumentale e della forma urbis.

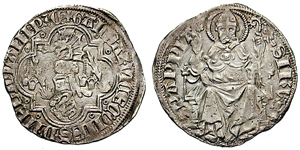
Pegione coniato a Pavia da Galeazzo II

A Pavia fu installata la corte signorile (e poi ducale) e furono create alcune magistrature che raddoppiavano quelle milanesi; la scelta della città come alternativa a Milano per la residenza signorile e della corte ne fece, dopo il 1359, la seconda capitale viscontea.
In tempi sorprendentemente rapidi, con una colossale mobilitazione di risorse e di lavoro umano, Galeazzo II fece realizzare il castello pavese, che diventò un modello della magnificenza signorile, e ne fece la residenza sua e della corte. L'edificio era di inusitate dimensioni e circondato dal grande Parco Visconteo che fu poi ulteriormente ingrandito da Gian Galeazzo.
Pavia fu la seconda capitale anche al tempo del primo duca di Milano, Gian Galeazzo, itinerava tra le due città maggiori del dominio (Milano e Pavia), soggiornava volentieri nel grande castello pavese e frequentava il grande parco.
Oltre agli edifici propriamente ducali, in città, furono fondati i monasteri dell'Annunciata e di Santa Chiara la Reale, fu costruita la piazza grande (l'attuale Piazza Vittoria), e furono ridisegnate le strade centrali (Strada Nuova). Furono completate alcune fabbriche gotiche, come la chiesa di San Francesco, il Carmine e San Tommaso, con il contributo di architetti viscontei, e furono aperti cantieri che contribuirono al rinnovamento del linguaggio architettonico urbano. Al tempo di Gian Galeazzo fiorivano nuove residenze nobiliari per i membri della dinastia e per i cortigiani, come la grande casa di Azzone Visconti, la Corte nuova di Bianca di Savoia, il palazzo della contessa di Virtù, i palazzi di segretari e magistrati come Pasquino Capelli, di Nicolò Diversi, Francesco Barbavara e Nicolò Spinelli. Seguirono nel Quattrocento altre iniziative importanti, come la fondazione dell'importante monastero domenicano riformato di S. Apollinare, dell'ospedale San Matteo, del nuovo Duomo iniziato a ﬁne Quattrocento, e si distinsero i nuovi palazzi gentilizi dei Bottigella, dei Beccaria e di altre famiglie.

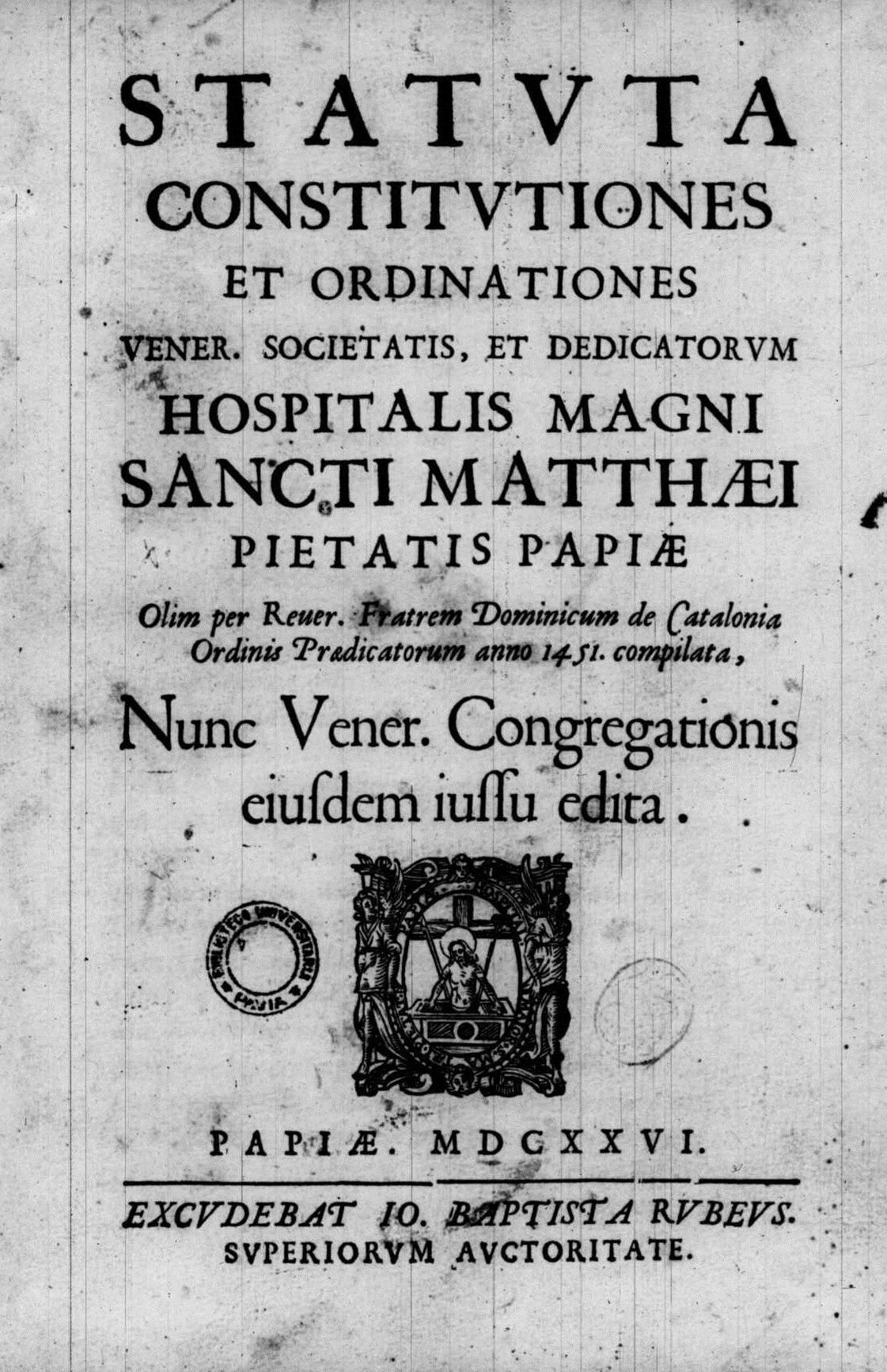
Domenico da Catalogna, statuti per la confraternita dell'ospedale di San Matteo, 1626

Decisiva per la crescita culturale ed edilizia della città fu la fondazione dell'Università, con la concessione data da Carlo di Boemia nel 1361. L'iniziativa promossa dai Visconti contribuì al risveglio culturale di Pavia, già a fine Trecento raggiunta, abitata e frequentata da stranieri arrivati da tutta Europa per insegnare e studiare, ed ebbe importanti risvolti abitativi e logistici. I Visconti chiamarono ad insegnare a Pavia famosi professori, come il giurista Baldo degli Ubaldi, Lorenzo Valla o Giasone del Maino. A Pavia furono stabilite le sedi di varie magistrature che raddoppiavano quelle milanesi; molti cortigiani e magistrati che volevano costruire un palazzo in città ottennero la cittadinanza dai signori.

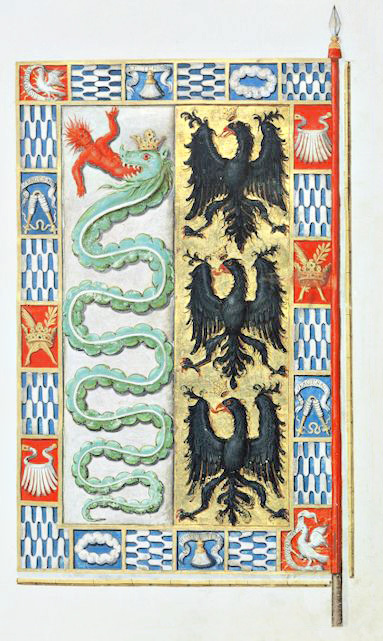
Stendardo della Contea di Pavia

Durante i tumultuosi anni seguiti alla morte di Gian Galeazzo Visconti (1402), il futuro duca di Milano, all'epoca solo conte di Pavia, Filippo Maria Visconti si rinchiuse a Pavia per timore di Facino Cane. Tuttavia, alla Vigilia di Natale del 1410, i Beccaria aprirono di nascosto le porte della città alle truppe del Cane, che saccheggiarono Pavia e costrinsero Filippo Maria a riconoscere il controllo politico del ducato al condottiero.
Nel 1423 papa Martino V convocò a Pavia un concilio per riformare la Chiesa, tuttavia, a causa di un'epidemia di peste che colpì Pavia ed altre città del Nord Italia, il concilio fu spostato a Siena.
La morte di Filippo Maria Visconti (1447), che non aveva eredi, né aveva designato un suo successore, portò alla disgregazione del ducato di Milano. Mentre Lodi e Piacenza passarono a Venezia, Pavia rimaneva sotto il controllo del nuovo signore di Milano, Francesco Sforza. Nel 1387 si instaurò in città la prima comunità ebraica (anche se forse ebrei vivevano a Pavia fin dall'Alto Medioevo) che, durante il periodo sforzesco, crebbe e prosperò, tanto che visse e morì a Pavia il grande studioso e talmudista Joseph Colon
Dovette pagare una terribile multa nel 1500 per via dell'insurrezione contro la guarnigione francese nel 1499 e nel 1512, dopo la vittoria di Ravenna, Pavia presentò a Luigi XII, come segno di fedeltà uno stendardo magnifico, che fu però rubato da mercenari svizzeri e spedito a Fribourg come trofeo di guerra oggi distrutto. Nel 1512 nella battaglia di Pavia, sotto il comando di Matteo Schiner, i fanti svizzeri e veneziani scacciarono dalla città la guarnigione francese e saccheggiarono Pavia.

## Dalle guerre d'Italia al periodo napoleonico

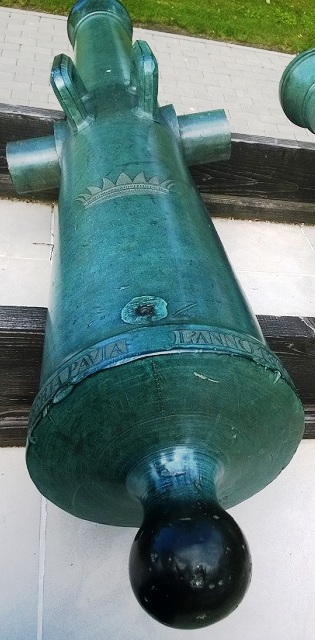
Mosca, Cremlino, cannone in bronzo dell'artiglieria del Regno d'Italia, fuso a Pavia e catturato dall'esercito russo nel 1812.

I primi tre decenni del XVI secolo furono un periodo tragico per la città. Nel 1515 Francesco I re di Francia riconquistò il Ducato di Milano, Pavia fu saccheggiata nuovamente dai francesi, che imposero pure un pesante riscatto alla città. Tornata sotto il controllo sforzesco, nel 1522 fu assediata da Odet de Foix, conte di Lautrec. Nonostante la situazione di Pavia fosse disperata, dato che le fortificazioni erano state danneggiate dai precedenti assedi e gran parte della guarnigione imperiale aveva dovuto lasciare Pavia per soccorrere Milano, anch'essa assediata dai francesi, l'assedio fallì. La forte resistenza opposta dai cittadini armi, che avevano riformato la milizia urbana, e della guarnigione imperiale, legata all'arrivo di rinforzi asburgici, costrinse i francesi a fuggire. Nel 1524 la città fu fortificata da Carlo V e così poté porre resistenza all'assedio posto da Francesco I di Francia, che fu poi disastrosamente sconfitto nelle vicinanze. Si tratta della famosa battaglia di Pavia (1525), tra i francesi e gli Imperiali, vinta da questi ultimi, perché il capitano di ventura forlivese Cesare Hercolani, ferendo il cavallo del re Francesco I di Francia, ne permise la cattura, meritandosi il soprannome di vincitore di Pavia e la gratitudine dell'Imperatore Carlo V d'Asburgo. Legata a questa vicenda è la storia della "Zuppa alla pavese", semplice zuppa con pane secco, uova, formaggio e burro cucinata da una contadina al re appena fatto prigioniero. Si racconta che al re piacque così tanto da farla inserire nel menu di corte con il nome di "soupe à la pavoise".
Tuttavia due anni più tardi i francesi, guidati da Odet de Foix, sottomisero la città ad un saccheggio di sette giorni; durante l'assedio, il Castello Visconteo perse l'ala nord - la più bella, perché conteneva gli appartamenti ducali, con stanze affrescate dal Pisanello - e le due torri di nordovest e nordest, le campagne attorno alla città furono devastate ed alcune chiese suburbane, o vicine alle mura, furono distrutte o talmente danneggiate da non essere più utilizzabili. Terminato il saccheggio, i francesi scesero verso Piacenza, diretti a Roma. All'Hercolani non andò molto meglio: fu assassinato, in casa sua, da sicari guelfi nel 1534. Dopo il saccheggio, i francesi lasciarono un debole guarnigione in città, e, nel 1528, dopo un breve assedio, gli imperiali ripresero Pavia, che fu nuovamente saccheggiata. Nel 1528, per l'ennesima volta, l'esercito francese assediò e occupò nuovamente Pavia, ma nel 1529 gli imperiali riuscirono a scacciare definitivamente i francesi, riprendendo Pavia e saccheggiandola di nuovo. I ripetuti assedi e saccheggi provocarono un drastico crollo demografico della città, che nel 1529 contava solo circa 5.000 abitanti, e ci vollero diversi decenni per riprendersi.
Esternamente alle mura della città, lungo le strade più importanti e presso alcuni monasteri extraurbani, erano sorti, a partire dal XII secolo, numerosi borghi, come Borgoratto ad ovest ed i borghi di San Guglielmo, Sant'Apollinare e San Pietro in Verzolo ad est. Durante i numerosi assedi e saccheggi di Pavia dei primi decenni del Cinquecento tali borghi furono devastati ed alcuni, come i borghi di San Guglielmo e di Sant'Apollinare, scomparvero, mentre altri, come San Pietro in Verzolo, sopravvissero, seppur con meno abitazioni ed abitanti.
Il trattato di pace di Cateau-Cambresis (1559) tra i sovrani spagnolo e francese, assegnò il Ducato di Milano al ramo spagnolo degli Asburgo inaugurando un dominio durato 155 anni. Tra il 1546 e il 1569, per ordine di Ferrante Gonzaga (governatore del ducato di Milano) Pavia fu dotata di una nuova cerchia muraria bastionata progettata Giovanni Maria Olgiati e comunemente denominata "mura spagnole".

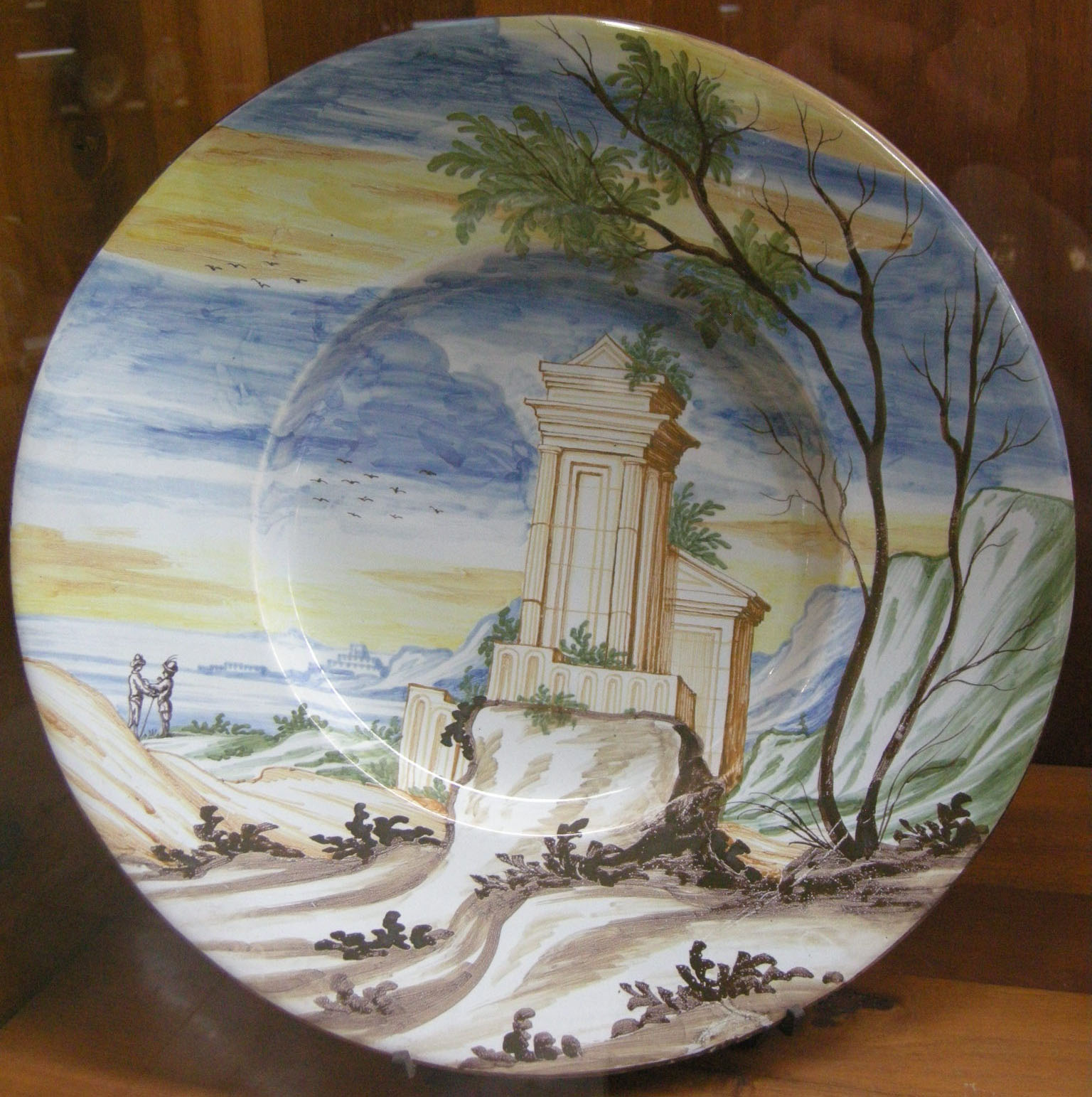
Maiolica di Pavia, 1685-1710 circa

Nella seconda metà del XVI secolo, Pavia divenne uno dei maggiori centri di produzione di maiolica dell'Italia settentrionale, in città operarono maiolicari provenienti da Faenza e dalla Liguria, l'arte della maiolica prosperò fino alla seconda metà del Settecento. Ma la città aveva, come nel passato, un'importanza soprattutto commerciale: le merci che da Milano e dal resto della Lombardia transitavano alla volta di Genova passavano da Pavia e, soprattutto, nel fondaco posto lungo il Ticino affluiva dall'Adriatico il sale, necessario non solo per la conservazione degli alimenti, ma anche per molte attività, come quella casearia. Il sale, da Pavia, era poi distribuito a Milano e in gran parte della Lombardia occidentale e nel Piemonte.
Nel 1617 fu stipulata la Pace di Pavia che poneva fine alla guerra per la successione del Monferrato: a Ferdinando Gonzaga di Mantova, appoggiato dalla Spagna, fu assegnato il Monferrato, mentre e a Carlo Emanuele I di Savoia, alleato dalla Francia, furono restituiti i territori persi in guerra.
Nel 1655 il principe Tommaso Francesco di Savoia attaccò Pavia con un'armata di 20.000/25.000 soldati francesi, piemontesi e del duca di Modena, mentre la città era difesa da Galeazzo Trotti che disponeva solo di 3.000 fanti spagnoli, circa 900 cavalieri spagnoli e di alcune migliaia di uomini della milizia urbana. Tuttavia, Tommaso Francesco di Savoia non riuscì a conquistare Pavia e dovette ritirarsi dopo un assedio durato 52 giorni.
Pavia fu in seguito sotto diverse dominazioni straniere. Nel 1706, dopo un breve assedio, fu occupata dagli austriaci, che mantennero il controllo della città fino al 1796, nonostante, durante le guerre di Successione Polacca prima e Austriaca poi, Pavia fu occupata nel 1733 dai francesi, nel 1743 da francesi e spagnoli, per essere poi ripresa definitivamente nel 1746 dagli austriaci. A causa di queste guerre, la città perse, a favore del Regno di Sardegna, gran parte del suo territorio, dato che la Lomellina fu ceduta nel 1707 e il Siccomario nel 1736 e l'Oltrepò Pavese nel 1748: il confine tra la Lombardia Austriaca e il regno di Sardegna scorreva ora a pochissimi chilometri dalle mura di Pavia. Il trasferimento sotto il dominio sabaudo di gran parte del principato di Pavia comportò notevoli svantaggi economici sia per le famiglie aristocratiche e borghesi della città, sia per gli enti ecclesiastici urbani, che da secoli avevano accumulato vaste e produttive possessioni terriere nel contado e, di conseguenza, costituì per la città una grave e consistente diminuzione della ricchezza. I grandi latifondi della Lomellina e dell'Oltrepò garantivano rendite altissime, che, a causa delle limitazioni al commercio delle vettovaglie voluti dalle autorità sabaude e ai divieti imposti dalle stesse in materia di trasferimento al di fuori del regno di Sardegna dei guadagni ricavati da tali possessioni, raggiungevano Pavia solo in parte. La diminuzione della ricchezza dei maggiori ceti urbani colpì indirettamente anche il resto della popolazione, che dai consumi dei primi traeva risorse e occupazione. La autorità austriache tuttavia tentarono, con esiti non del tutto soddisfacenti, di alleviare la grave situazione economica della città con varie misure, tra le quali vi fu un forte aumento della guarnigione urbana (per incentivare il mercato locale e la domanda di beni e servizi), che nel 1791 contava 2.400 fanti e 300 ussari, un numero molto alto se consideriamo che la popolazione residente a Pavia nello stesso anno ammontava a 27.249 persone. Inoltre, nel 1786, grazie alla suddivisione della Lombardia Austriaca in nove provincie, furono concesse alla provincia di Pavia, a parziale compensazione per i territori che essa aveva dovuto cedere al regno di Sardegna, i vicariati milanesi di Binasco, e le pievi di Corbetta, Rosate e parte di quella di San Giuliano.
Al periodo austriaco si deve anche la rinascita, dopo la decadenza durante il Seicento, dell'Università di Pavia, grazie alla politica illuminata dei sovrani di Casa d'Austria, Maria Teresa e Giuseppe II, nella seconda metà del sec. XVIII. Essa fu accompagnata da un grandioso programma di potenziamento delle strutture didattiche, di ricerca e di riassetto edilizio, che ha dato alla sede dell'Università l'aspetto che essa ancora oggi conserva, rendendo Pavia il maggior centro culturale della Lombardia.
Fra i docenti più famosi di livello europeo chiamati dagli Asburgo a Pavia vanno ricordati Lazzaro Spallanzani nelle scienze naturali, Lorenzo Mascheroni nelle matematiche, Alessandro Volta nella fisica, nella botanica Giovanni Antonio Scopoli, Antonio Scarpa nell'anatomia. Inoltre a Pavia, nel 1777, si laureò Maria Pellegrina Amoretti, la prima donna laureata in Giurisprudenza d'Italia.
Nel maggio 1796 Napoleone punì la città per un'insurrezione contro le forze francesi condannandola ad un saccheggio di tre giorni. Tuttavia, ben presto, Napoleone decise di sfruttare l'Università, le biblioteche e le competenze presenti in città, creando la Scuola Militare per Ufficiali di Fanteria e, nel 1803, la Scuola d'Artiglieria, con annessa fonderia di cannoni in bronzo. Anche l'università attraversò un periodo felice, l'età napoleonica vide infatti gli insegnamenti di Vincenzo Monti e di Ugo Foscolo sulla cattedra di eloquenza, di Gian Domenico Romagnosi di diritto civile e di Vincenzo Brunacci di matematica. Nel 1814 tornò sotto gli austriaci. L'età napoleonica e i primi anni della restaurazione, durante i quali si era imposto il principio che i confini religiosi dovessero coincidere con quelli degli stati, videro una drastica riduzione del territorio della, allora, grande diocesi di Pavia, tali cambiamenti provocarono anche minori entrate per la diocesi e, di conseguenza, per la città, dato che esse confluivano e venivano maggiormente impiegate a Pavia. La diocesi perse (oltre al monastero di Cairate, soppresso nel 1799), tra il 1803 e il 1812, tutte le 50 parrocchie situate oltre la Sesia e il Po, all'interno dell'impero Francese, quali Calosso, Bassignana, Valenza e tutto l'Oltrepò pavese. Nel 1817 la diocesi dovette cedere tutte le parrocchie della Lomellina e, tra il 1819 e il 1820 quelle di Pagazzano, Postino, Sesto Calende e Gugnano, inoltre il vescovo di Pavia perse il titolo di arcivescovo di Amasea e la diocesi, che fin dal VII secolo era soggetta direttamente alla sede romana, fu annessa alla metropoli ecclesiastica di Milano. Nel 1819 furono portati a termine i lavori del Naviglio Pavese, il canale, concepito come via d'acqua tra Milano, Pavia ed il Ticino e come canale irriguo, contribuì allo sviluppo della città, tanto che già pochi anni dopo la sua realizzazione, nel 1821, alle spalle del castello sorse Borgo Calvenzano, una lunga serie di edifici porticati dove si trovavano magazzini, osterie, uffici spedizionieri e doganali, alberghi, stalle, tutto in supporto della navigazione interna. Nel 1820 cominciarono a operare nella darsena di Pavia i primi piroscafi a vapore e, tra il 1854 ed il 1859, il Lloyd Austriaco organizzò una regolare linea di navigazione, sempre tramite piroscafi a vapore, tra Pavia, Venezia e Trieste.

## L'Unità d'Italia

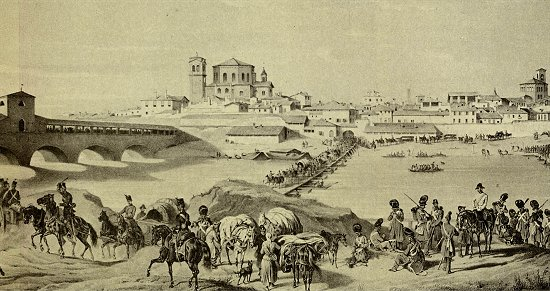
L'esercito austriaco attraversa il Ticino nei pressi di Pavia il 20 marzo 1849.

Il movimento rivoluzionario del febbraio 1848 fu represso duramente dagli austriaci: nel mese successivo per breve tempo le forze del Regno di Sardegna ne ottennero il controllo, perdendolo però subito dopo, fino al 1859 quando Pavia divenne parte del regno insieme al resto della Lombardia.
Nell'Ottocento, l'università conobbe una forte crescita nel numero degli iscritti e si dotò di nuovi dipartimenti, laboratori, aule e, tra il 1819 e il 1850, allargò la propria sede e creando una nuova, e più ampia, aula magna. Nel corso del secolo insegnarono a Pavia docenti di grande notorietà, quali, solo per citarne alcuni, l'anatomista Bartolomeo Panizza, Luigi Porta, il fisiologo Eusebio Oehl, Paolo Mantegazza, Giulio Bizzozero, il botanico Santo Garovaglio, il matematico Francesco Brioschi, il fisico Giovanni Cantoni, il geologo Torquato Taramelli, il filosofo Carlo Cantoni, lo storico Giacinto Romano e fu il primo ateneo italiano a ricevere il Premio Nobel nella persona del medico e istologo Camillo Golgi.
Pavia fu al centro di il 24 marzo 1870 della rivolta, organizzata da alcuni militari di idee repubblicane, della brigata Modena (di stanza a Pavia), note come Patatrac e soffocata nel sangue dalle truppe rimaste fedeli alla monarchia.
Nel 1883 con l'annessione del comune dei Corpi Santi, la superficie del comune s'ingrandì, negli stessi anni cominciarono a sorgere importanti industrie, come la Necchi, mentre nel 1905 sorse la Snia Viscosa, prima grande fabbrica italiana di seta artificiale e tessuti sintetici, seguite da molte altre, tanto che nei primi decenni del Novecento gli addetti all'industria in città erano 16.000. Nel 1895 le famiglie di Jakob e Hermann Einstein, lo zio e il padre del sedicenne Albert Einstein si trasferirono a Pavia, dove dal 1894 avevano fondato officine elettrotecniche Nazionali Einstein-Garrone lungo il Naviglio Pavese. Il giovane Albert Einstein abitò per alcuni a Pavia a Palazzo Cornazzani, dove, curiosamente, avevano già abitato Ugo Foscolo e Ada Negri.

## L'avvento del fascismo
Nelle elezioni dell'autunno del 1920 il Partito socialista raggiunse uno straordinario risultato ottenendo in provincia 156 sindaci su 220 e 56 seggi su 60 del Consiglio provinciale. da subito si scatena la reazione fascista in quello che è stato definito un "biennio nero" nel corso del quale i sindaci socialisti vengono cacciati uno dopo l'altro con la violenza.
Anche a Pavia fu teatro dell'azione squadrista contro gli avversari politici. Uno dei primi a farne le spese fu lo studente universitario cremonese Ferruccio Ghinaglia. Il giovane, dirigente del neonato Partito Comunista, fu ucciso il 21 aprile 1921 da un gruppo di aderenti al fascio in un agguato mentre attraversa il Ponte coperto. Gli assalitori sparano sul gruppo di attivisti di ritorno da un'iniziativa politica. Quattro persone vengono ferite mentre Ghinaglia viene colpito alla testa.
La presa di Pavia da parte dei fascisti matura proprio nei giorni cruciali della marcia su Roma e venne coordinata da Angelo Nicolato. Nicolato stabilì il quartier generale nella locanda Tre Re di Cava Manara dove furono fatte convergere tutte le truppe fasciste. L'operazione ebbe inizio la mattina del 28 ottobre 1922 quando le squadre fasciste entrano in città e si dirigono verso la prefettura senza incontrare nessuna resistenza da parte del presidio militare della città e in poche ore prendono il controllo dei punti nevralgici della città. Alle cinque del pomeriggio del 28 ottobre il capitano Tommaso Bisi con una squadra di camicie nere fece irruzione nella sede comunale di palazzo Mezzabarba assumendo il potere. Il sindaco socialista Alcide Malagugini convoca il consiglio comunale che il 29 ottobre decreta il proprio autoscioglimento. La carica di sindaco viene assunta dal potente dirigente fascista lomellino Cesare Forni, espressione dell'ala dura del partito legato ai grandi proprietari agrari.
Il dominio del Forni sul fascismo pavese non durò molto e questi, dopo essere entrato in scontro con lo stesso partito, venne rimosso. Nicolato, dopo aver allontanato anche il Bisi, controlla il partito in provincia promuovendo a capo del fascismo in provincia l'alleato prof. Spizzi.

## La Resistenza, la Liberazione e la Repubblica
Molto prima che iniziasse la resistenza Pavia annoverò alcuni fulgidi esempi che si esposero personalmente per contrastare la dittatura. Tra questi una delle figure più interessanti è quella di Giorgio Errera docente di chimica all'Università di Pavia. Già nel 1923 rifiutò la carica di Rettore, che gli era stata proposta dal Ministro della Pubblica istruzione Giovanni Gentile di cui era amico, per il giudizio negativo che aveva del regime. Successivamente nel 1931 fu uno dei dodici professori universitari italiani (su 1255) che rifiutò di giurare fedeltà al fascismo e fu per questo messo in pensione.
Dopo l'8 settembre 1943 i tedeschi, a poche ore dall'armistizio, presero il controllo diretto di tutti i centri più importanti della provincia. La sera del 9 settembre al comando del capitano Korsemann arrivarono alle porte di Pavia. Il 29 settembre 1943 si tenne nella sala del camino del Broletto la prima riunione del ricostituito fascio repubblicano guidato dal federale Dante Cattaneo.
Il primo Comitato di Liberazione Nazionale di Pavia fu interamente smantellato l'8 gennaio 1944 quando la Guardia Nazionale Repubblicana arrestò cinque suoi membri: Enrico Magenes, Ferruccio Belli, Luigi Brusaioli, Angelo Balconi e Lorenzo Alberti. Le forze antifasciste riuscirono a costituire il CLN solo all'inizio dell'estate del 1944.
La battaglia per la liberazione di Pavia si svolse nella notte tra il 25 e il 26 aprile 1945 e il 26 i comandi fascisti si arresero ai partigiani. Dopo la liberazione il 27 aprile 1945 il Comitato di Liberazione Nazionale di Pavia prese possesso della prefettura. La città era ormai interamente sotto il controllo delle forze partigiane scese dalle colline dell'Oltrepo. Il 30 aprile entrano in città le prime truppe alleate.
Il 7 aprile 1946 si sono tenute le prime elezioni comunali dopo la dittatura, nelle quali i tre partiti storici della resistenza conquistare la quasi totalità dei voti. Il partito più votato fu la Democrazia Cristiana che ottenne il 32,8% dei voti. Il primo sindaco eletto fu il socialista Cornelio Fietta. Al referendum istituzionale del 2 giugno 1946 la città assegna il 61,7% dei voti alla Repubblica, mentre alla monarchia solo il 38,2%.